# Gryllefjord
Gryllefjord is een plaats in de Noorse gemeente Senja in de provincie Troms. Gryllefjord telt 407 inwoners (2007) en heeft een oppervlakte van 0,28 km². Het is een vissersplaats aan het gelijknamige fjord.

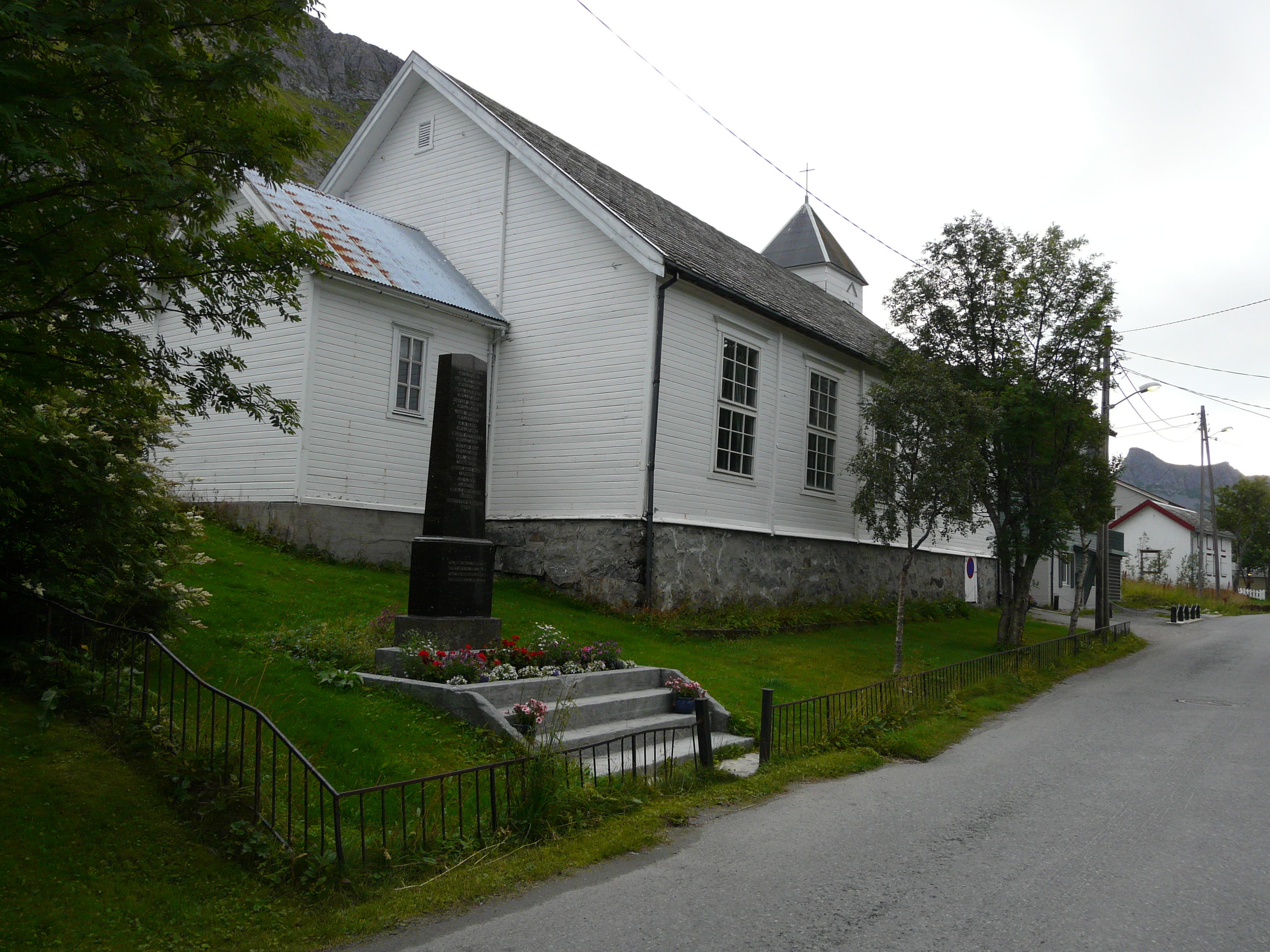

 Het dorp heeft een houten kerkgebouw uit 1902. De kerk biedt plaats aan 150 mensen. Zomers heeft de plaats een veerverbinding met Andenes.